# Сосано (Виченца)
Сосано (итал. Sossano) је насеље у Италији у округу Виченца, региону Венето.
Према процени из 2011. у насељу је живело 2902 становника. Насеље се налази на надморској висини од 19 м.

## Становништво
Према резултатима пописа становништва 2011. у општини је живело 4.401 становника.
| 1931. | 1936. | 1951. | 1961. | 1971. | 1981. | 1991. | 2001. | 2011. |
| ----- | ----- | ----- | ----- | ----- | ----- | ----- | ----- | ----- |
| 3.920 | 3.900 | 3.749 | 3.270 | 3.579 | 3.877 | 3.851 | 4.128 | 4.401 |